# Jean Galle
Pour les articles homonymes, voir Galle.
Jean Galle, né le 17 mars 1936 à Calais (Pas-de-Calais) et mort le 29 septembre 2023, est un joueur et entraîneur  français de basket-ball.

## Biographie
Jean Galle naît le 17 mars 1936 à Calais et grandit dans le quartier des Cailloux.
En 1973 et en 1974, il mène l'AS Berck jusqu'au titre de champion de France.
Après sa carrière d'entraineur, Jean Galle se retire à Restinclières, village proche de Montpellier, avant de rejoindre son frère, Pierre Galle, aux Canaries en 2016.
Il meurt le 29 septembre 2023.

### Famille
Son frère, Pierre Galle, est également joueur puis entraîneur de basket-ball.

## Clubs
- 1957-1966 : joueur-entraîneur au BAC Calais, US Dunkerque, Grand-Fort-Philippe
- 1967-1976 :  AS Berck (Nationale 1)
- 1976-1981 :  Caen BC (Nationale 1)
- 1981-1983 :  Mulhouse (Nationale 1)
- 1983-1987 :  JA Vichy (Nationale 1)
- 1985-1988 :  Équipe de France
- 1987-1989 :  Cholet Basket (N 1 A)
- 1989-1995 :  Gravelines (N 1 A et Pro A)
- 1995-1997 :  Cholet Basket (Pro A)

## Palmarès
- Championnat de France 1973 et 1974 avec Berck
- Demi-finaliste de la coupe des clubs champions, 1974 et 1975[2]
- Finaliste du championnat de France, 1988
- Finaliste du tournoi des As 1988, 1989
- Entraîneur de l'année 1988

## Hommages
Le 12 février 2024, le conseil municipal de Cholet donne son nom à une rue de la ville.

## Pour approfondir